# Franz Eckerle
Franz Eckerle (24 de abril de 1912 - 14 de fevereiro de 1942) foi um ás da aviação alemão que serviu durante a Segunda Guerra Mundial. Foi condecorado com a Cruz de Cavaleiro da Cruz de Ferro.

## Carreira

### Patentes
Hauptmann

### Condecorações
| Cruz de Ferro 2ª Classe                |
| Cruz de Ferro 1ª Classe                |
| Folhas de Carvalho 12 de março de 1942 |